# Бема
Бе́ма (итал. Bema) — коммуна в Италии, в провинции Сондрио области Ломбардия. Население — 144 человек. Коммуна расположена в 530 км от Рима и в 24 км от Сондрио. 24 августа происходит ежегодный фестиваль. 
Покровителем коммуны почитается святой апостол Варфоломей, празднование 24 августа.